# Liste historischer Stromausfälle
Die Liste historischer Stromausfälle umfasst Ereignisse, bei denen es zu einem großflächigen Stromausfall aufgrund einer  Unterbrechung der Versorgung mit elektrischer Energie kam.

## Große historische Stromausfälle
| Datum                                                                       | Region                                                                             | Vorfall |
| --------------------------------------------------------------------------- | ---------------------------------------------------------------------------------- | --- |
| 09. November 1965                                                           | Nordosten der USA                                                                  | Bei dem Stromausfall in Nordamerika im November 1965 im Nordosten der USA und in Teilen Kanadas fiel am 9. November 1965, 17:45 Uhr, der Strom aus. Etwa 30 Millionen Menschen waren davon betroffen. Viele befürchteten in den Zeiten des Kalten Kriegs, dass ein Atomkrieg die Ursache gewesen sei. Erst nach sechs Tagen wurde der Auslöser, ein defektes Strom-Relais in Ontario (Kanada), gefunden. |
| 13. Juli 1977                                                               | New York City, NY, USA                                                             | In New York City und in Gebieten des Westchester County nördlich von New York fiel in der Nacht durch Blitzeinschläge der Strom aus. Es kam zu Plünderungen und Unruhen, 3800 Menschen wurden festgenommen, und die Feuerwehr musste über 1000 Feuer löschen. |
| 30. Dezember 1978 – 03. Januar 1979 und 13. Februar 1979 – 18. Februar 1979 | Norddeutschland                                                                    | Im Katastrophenwinter 1978/79 knickten viele Strommasten um; in der DDR brach die Braunkohleversorgung der Kraftwerke zusammen. |
| 13. März 1989                                                               | Quebec, Kanada, (auch USA?)                                                        | Nach einem Sonnensturm waren 6 Mio. Menschen für 9 Stunden ohne Strom. Darauf folgte ein geomagnetischer Sturm. |
| 9. Mai 2000                                                                 | Südportugal                                                                        | Am 9. Mai 2000 kurz nach 22:00 Uhr fiel in Südportugal einschließlich Lissabon über zwei Stunden lang der Strom aus. Electricidade de Portugal (EDP), zuvor teilprivatisiert mit nur noch halb so vielen Mitarbeitern, bzw. Netzbetreiber Redes Energéticas Nacionais (REN) berichteten später der Auslöser des Ausfalls sei ein Storch gewesen der gegen eine Hochspannungsleitung in Lavos (Figueira da Foz, ungefähr Landesmitte) geprallt sei, was einen Brand im großen Umspannwerk „Subestação de Rio Maior“ verursacht habe. Infolgedessen erschien die Geschichte um den „o apagão da cegonha“ (der Blackout des Storchs) im Panoramateil europäischer Zeitungen, die teils auch noch 2025 darauf Bezug nehmen. Störche verursachen zwar öfters Stromausfälle, doch meist lokal begrenzt ohne Kettenreaktionen. |
| 2000                                                                        | Kalifornien, USA                                                                   | In Kalifornien gab es regelmäßig Stromausfälle aufgrund von Energieknappheit. Insbesondere im Jahr 2000 kam es vermehrt zu Stromausfällen durch nicht ausreichende Stromerzeugungskapazitäten. Erst nach der Enron-Pleite 2003 wurde bekannt, dass einige Betreiber die Knappheit künstlich herbeigeführt hatten, um die Marktpreise zu manipulieren. |
| 03. April 2003                                                              | Bagdad, Irak                                                                       | Infolge des Irakkriegs lag die Fünf-Millionen-Metropole nahezu vollständig im Dunkeln. |
| 14. August 2003                                                             | Nordosten der USA und Teile von Kanada                                             | Am 14. August 2003 kam es zu einem großflächigen Stromausfall im Nordosten der USA sowie in Teilen Kanadas. Der Ausfall war die Folge einer Marktaufsplittung und mangelnder Investitionen nach der Deregulierung des Strommarktes. Jahrzehnte alte Netze mit schlechter Wartung konnten die ständig steigende Last nicht mehr verkraften. Ein Zusammenbruch war schon seit Jahren vorausgesagt worden. |
| 23. September 2003                                                          | Schweden                                                                           | In Südschweden und Ostdänemark fiel um 12:36 der Strom aus, wovon knapp 4 Millionen Menschen über mehrere Stunden betroffen waren; ca. 6,5 GW Leistung fehlten. Als Ursache wird eine Verkettung von mehreren Fehlern gesehen. Das Netz befand sich in einem normalen Betriebszustand, allein zwei HGÜ-Verbindungen waren zu Wartungszwecken deaktiviert. Zuerst kam es wegen eines defekten Dampfventils zu einer Schnellabschaltung im schwedischen Kernkraftwerk Oskarshamn. Einige Minuten später trat in einem Westküsten-Umspannwerk ein doppelter Sammelschienenfehler auf. Dies führte zum Abschalten von Übertragungsleitungen sowie weiterer Kraftwerke, so dass in Südschweden ein Leistungsdefizit auftrat. Die letzte noch aktive 400-kV-Leitung, die Südschweden mit dem Rest der NORDEL-Zone verband, wurde überlastet und eine Schutzabschaltung trennte das Netz auf. Daraufhin entwickelte sich im unterversorgten, isolierten Netzsegment Südschwedens und dem verbundenen Ostteil Dänemarks ein Frequenzkollaps. |
| 28. September 2003                                                          | Italien                                                                            | In Italien und der Vatikanstadt kam es am 28. September 2003, 3:30 Uhr zu einem Stromausfall. Ursache war die Unterbrechung zweier Stromleitungen aus Frankreich und der Schweiz nach einem Lichtbogen zwischen Baum und Leitung an der Lukmanierleitung auf Gebiet der Gemeinde Ingenbohl. Da es am Wochenende und mitten in der Nacht geschah, kam es aber zu keinen größeren Zwischenfällen. Die Feier zur Weißen Nacht – eine Kulturnacht mit Opernaufführungen und Konzerten in Rom – endete allerdings ganz plötzlich, als die Lichter überall ausgingen. |
| 12. Juli 2004                                                               | Athen, Griechenland                                                                | In Athen und Umgebung kam es knapp einen Monat vor den Olympischen Spielen zu einem stundenlangen Stromausfall. Die Ursache für den Stromausfall in Athen war ein sogenannter Spannungskollaps. Bei einem Spannungskollaps verringert sich die elektrische Spannung im elektrischen Netz aufgrund zu geringer Blindleistungseinspeisung. Da die Spannungen in untergelagerten Verteilnetzen in der Regel automatisch geregelt werden, entziehen diese mit steigender Belastung dem übergeordneten Verbundnetz Blindleistung, die nicht mehr gedeckt werden kann. Es kommt zum Zusammenbruch der Spannung und damit zur Unterbrechung der Stromversorgung. Im Juli 2004 waren zwar genügend Wirkleistungsreserven vorhanden, aber die Blindleistungskapazitäten waren nicht ausreichend. Grund für diese Entwicklung dürfte die zunehmende elektrische Last durch zunehmende Klimatisierung sein. Kleinklimaanlagen sind dadurch gekennzeichnet, dass sie einen hohen Bedarf an Blindleistung aufweisen, ein Effekt, der auch den „Blackout“ in den USA im August 2003 begünstigte. |
| 22. Juni 2005                                                               | Schweiz                                                                            | Das gesamte Eisenbahnnetz der Schweizerischen Bundesbahnen SBB wurde erstmals um 17:35 Uhr wegen einer durch Überlast automatisch abgeschalteten 132-kV-Übertragungsleitung vollständig lahmgelegt. Zur Überlastung kam es, da von drei Verbindungen zwischen den Kraftwerken im Alpengebiet und der Zentralschweiz gleichzeitig zwei wegen Bauarbeiten an der Autobahn A2 außer Betrieb waren. Die Übertragungskapazität der verbleibenden dritten Leitung wurde durch unrichtige Angaben in der Anlagendokumentation um 30 MW zu hoch eingeschätzt, so dass die Schutzgeräte die Leitung abschalteten, obwohl noch Reservekapazität angenommen wurde. Das Hochspannungsnetz wurde dadurch in zwei Teile geteilt: Während sich im Süden die Kraftwerke wegen fehlender Last abschalteten, fehlten in der restlichen Schweiz rund 200 MW. Auch die beiden Leitungen aus Deutschland konnten die fehlende Leistung nicht ausgleichen, so dass sich nach und nach die restlichen Kraftwerke wegen Überlast abschalteten. 200.000 Pendler steckten in rund 1500 Zügen fest und mussten bei hochsommerlichen Temperaturen ohne Klimaanlage ausharren. Nach drei Stunden konnte die Stromversorgung wiederhergestellt werden. Bei der Untersuchung des Vorfalls stellte sich heraus, dass ein Grund für den großflächigen Ausfall eine falsche Netzsteuerung war: Hätte man frühzeitig einige kleinere Bereiche abgeschaltet, hätte man Angebot und Nachfrage eher wieder in Übereinstimmung bringen können, und der ganz große Ausfall hätte vermieden werden können. |
| 25. November 2005                                                           | Münsterland, Deutschland                                                           | Nach heftigen Schneefällen ereignete sich im Norden Nordrhein-Westfalens sowie in Teilen Südwest-Niedersachsens einer der größten Stromausfälle in der Geschichte der Bundesrepublik. Besonders betroffen war das westliche Münsterland mit den Kreisen Borken, Coesfeld und Steinfurt. Von rund 250.000 betroffenen Menschen waren viele bis zu drei Tage lang völlig ohne Strom, einzelne Gehöfte und Ortschaftsteile über fünf Tage, bis sie mit Notstromaggregaten versorgt oder provisorisch wieder an das Stromnetz angeschlossen werden konnten. Erste Schätzungen der IHK Nord-Westfalen gingen von einem wirtschaftlichen Schaden von 100 Millionen Euro aus. Ursache für den Stromausfall waren eingeknickte Strommasten und gerissene oder sehr tiefhängende Hochspannungsleitungen. Der sehr nasse Schnee setzte sich auf den Leitungen außergewöhnlich fest und umhüllte sie mit einem Eispanzer, dessen Durchmesser ein Vielfaches des Durchmessers der Leitungen annahm. Hinzu kam kräftiger Wind, der diese durch die vergrößerte Windangriffsfläche in Schwingungen versetzte. Dem hohen Gewicht des Schnees und den auftretenden Schwingungen hielten viele Masten und Leitungen nicht stand und knickten ein oder rissen. |
| 04. November 2006                                                           | Europa                                                                             | Um 22:09 Uhr kam es zu einem größeren Stromausfall in Europa. Teile von Deutschland, Frankreich, Belgien, Italien, Österreich und Spanien waren teilweise bis zu 120 Minuten ohne Strom, und sogar in Marokko waren die Auswirkungen spürbar. Auslöser war die planmäßige zeitweilige Abschaltung einer von E.ON betriebenen 380-kV-Hochspannungsleitung bei Weener am Abend des 4. November 2006 für die Ausschiffung der Norwegian Pearl, eines auf der Meyer Werft in Papenburg gebauten Kreuzfahrtschiffes. |
| 26. Februar 2008                                                            | Florida, USA                                                                       | Durch einen Störfall in einem Umspannwerk des US-Energieversorgers Florida Power & Light im US-Bundesstaat Florida brach die Energieversorgung im Großraum Miami zusammen. Über das betroffene Umspannwerk sind drei der Blöcke der Kraftwerkanlage Turkey Point angeschlossen. Die beiden Kernreaktoren wurden aufgrund des Lastabwurfes automatisch heruntergefahren. Infolge des Zwischenfalls fielen acht weitere Kraftwerke in Florida mit einer Gesamtleistung von 3,4 GW aus und über 3 Millionen Menschen waren ohne elektrische Energieversorgung. |
| 08. September 2011                                                          | Kalifornien, Arizona, USA und Mexiko                                               | Aufgrund einer Panne bei einer 500-Kilovolt-Leitung zwischen Kalifornien und Arizona kam es in Kalifornien, Arizona und im Norden von Mexiko zu einem Stromausfall, von dem 1,4 Millionen Haushalte bzw. 5,7 Millionen Menschen betroffen waren. |
| 31. Juli 2012                                                               | Indien                                                                             | Der bisher größte Stromausfall in der Geschichte der Menschheit betraf über 600 Millionen Menschen in Nord- und Ostindien. Dieser ereignete sich aufgrund einer Überlastung des Stromnetzes in 20 von 28 Bundesstaaten Indiens. Bereits am Tag zuvor brach in diesen Regionen für mehrere Stunden das Stromnetz großflächig zusammen, wovon etwa 300 Millionen Menschen betroffen waren. |
| 19. Februar 2019                                                            | Berlin-Köpenick, Deutschland                                                       | Am 19. Februar kam es zum längsten Stromausfall im Berliner Stadtgebiet seit dem Ende des 2. Weltkrieges. Bauarbeiter hatten bei Abrissarbeiten an der Salvador-Allende-Brücke zwei 110-Kilovolt-Stromkabel durchtrennt. Dadurch kam die Stromversorgung in allen Gebieten Köpenicks zum Erliegen, die sich südlich bzw. östlich der Flüsse Dahme und Müggelspree befinden. Betroffen waren deshalb 31.500 Haushalte und 2.000 Gewerbeeinheiten in u. a. der Altstadt, Wendenschloß, Salvador-Allende-Viertel I + II, Kietzer Feld, Müggelheim, Schmöckwitz, Grünau und Bohnsdorf (seit 1938 Treptow). Zum besonders großen Problem wurde es, weil für dieses Gebiet keine alternative Stromanbindung existiert. Die Stromversorgung konnte dadurch erst nach der vollständigen Reparatur der Stromkabel erfolgen. Der Stromausfall begann am 19. Februar 2019 um 14:10 Uhr. Anfänglich wurde gemeldet, dass die Stromversorgung erst wieder gegen 3:00 Uhr erfolgen wird. Später wurde daraus 15:00 Uhr und am Ende dauerte es sogar bis 21:00 Uhr (nach knapp 31 Stunden). |
| 16. Juni 2019                                                               | Argentinien, Uruguay                                                               | Eine Unterbrechung in der Stromversorgung, vermutlich durch Unwetter, hatte einen Ausfall im gemeinsamen Verbundnetz von Argentinien und Uruguay verursacht. Angrenzende Bereiche von Brasilien, Chile und Paraguay waren betroffen. Die Störung begann Sonntag gegen 07:07 Uhr Ortszeit und fiel jahreszeitlich in die beginnende Winterzeit der Südhalbkugel. Der Hauptenergieerzeuger im Verbundnetz beider Staaten sind die Staudämme Salto Grande und Yacyretá. Über 47 Millionen Menschen waren vom Elektrizitätsausfall betroffen, der neben den privaten Haushalten das öffentliche Leben stilllegte. Nur Teile des Inselarchipels von Feuerland blieben unbetroffen. Problematisch waren dabei die landesweiten Auswirkungen auf die Wasserversorgung. Zum Nachmittag konnte in einigen Städten und Regionen die Stromversorgung wiederhergestellt werden. Der Ausfall des argentinischen Verbundnetzes ist laut Aussage des Energieversorgers Edesur auf eine Stromübertragungsverbindung zwischen den Kraftwerken Yacyretá und Salto Grande in der argentinischen Region Litoral (entlang der Ostgrenze zu Uruguay) zurückzuführen. Am 17. Juni war die Stromversorgung weitgehend wieder hergestellt. |
| 13. Juli 2019                                                               | New York City, NY, USA                                                             | Der Stromausfall begann Sonntag gegen 19 Uhr Ortszeit und wurde etwa um Mitternacht repariert. Betroffen war vor allem Midtown Manhattan und die Upper West Side. Betroffen waren rund 70.000 Personen, ein Teil des U-Bahnnetzes stand still. |
| Januar 2021                                                                 | große Teile von Pakistan                                                           | Eine Störung im Süden des Landes weitete sich zu einem landesweiten Stromausfall aus. |
| 2022                                                                        | Stromausfälle wegen Energieknappheit in Kuba                                       | Proteste von 500 Personen am 18./19. August 2022 gegen bis zu 18 Std. dauernde Stromausfälle. (Auch) 2024 wurden 13 Personen zu langjährigen Haftstrafen verurteilt. |
| 02. September 2022                                                          | Provinz Flevoland, Niederlande                                                     | In der niederländischen Provinz Flevoland fiel der Strom aus. Weil Transformatorenstationen brannten, wurden einige Straßen gesperrt und der Zugverkehr unterbrochen. |
| 20. Oktober 2022                                                            | gesamte Ukraine                                                                    | Während dem russischen Überfall auf die Ukraine wurden ein Großteil der Energieinfrastruktur beschädigt. Es kam landesweit zu Stromausfällen und Stromabschaltungen. Zuvor kam es zu Stromausfällen bei der Belieferung des Kernkraftwerks Saporischschja. Am 27. Oktober 2022 fielen 30 % der Stromversorgung der Region Kiew aus. Am 21. Juni 2023 kam es erneut zu Stromausfällen in Kiew, von denen 100.000 Haushalte in 5 Bezirken betroffen waren, die Straßenbahnen standen still. Laut Stromversorger DTEK war die Ursache ein „Systemausfall im Stromnetz“. |
| 23. Januar 2023, früh                                                       | große Teile von Pakistan                                                           | Nach Abfall der Netzfrequenz fiel für die meisten der 230 Mio. Bewohner des Landes für Stunden der Strom aus. |
| 02. November 2023, morgens                                                  | Frankreich, insbesondere Bretagne                                                  | 1,2 Millionen Haushalte in Frankreich, davon 780.000 in der Bretagne, waren am 2. November 2023 ohne Strom. Ursache war das Orkantief Ciarán. |
| 27. November 2023                                                           | Ukraine, Russland, Bulgarien                                                       | Ursache ist Wintersturm mit Schneefall. Laut RUS: 2 Millionen Menschen im Süden Russlands, den besetzten Gebieten der Ukraine und der annektierten Krim ohne Strom. UKR: 2019 Gemeinden in 16 Regionen ohne Strom. BGR: Hunderttausende ohne Strom, Leitungen nicht rasch reparierbar. |
| 21. Juni 2024                                                               | Regionen von Montenegro, Bosnien-Herzegowina, Albanien und Kroatien – Balkanländer | Eine Hitzewelle verursachte mehr Stromverbrauch durch Klimageräte und Lüfter. Internationale Störung durch gekoppelte Netze mehrerer Staaten. |
| 18.–21. Oktober 2024                                                        | Kuba                                                                               | Nachdem das thermoelektrische Kraftwerk Antonio Guiteras ungeplant vom Netz ging, kam es am 18. (Freitag) und 19. Oktober 2024 zu einem landesweiten Stromausfall. Der Stromausfall dauerte am 21. in weiten Teilen des Landes noch an und ist in Kuba der „größte seit 50 Jahren“. Laut OECD-Daten wurden 2022 83 % des Stroms aus Erdöl, 12 % aus Erdgas und nur 5 % aus Erneuerbaren erzeugt. |
| 28.–29. April 2025                                                          | Spanien, Portugal, Andorra und Grenzregion in Südfrankreich                        | Besonders großer Stromausfall in Europa, ausgelöst durch Überspannung im Netz. |
| 16. Mai 2025                                                                | Port-au-Prince, Haiti                                                              | Das Wasserkraftwerk Péligre wurde bei Protesten gegen die Regierung durch Sabotage stillgelegt. Teile der Hauptstadt blieben für mehrere Tage ohne Strom. |
| 18. Juni 2025                                                               | Port-au-Prince, Haiti                                                              | Ein Staudamm wurde bei Protesten gegen die Regierung von Bewohnern der Stadt Mirebalais erstürmt, das Wasserkraftwerk, wohl wieder Péligre, am Folgetag abgeschaltet. |

## Großflächige Störungen im Verbundsystem (ohne Stromausfall)
| Datum                            | Region                            | Vorfall |
| -------------------------------- | --------------------------------- | --- |
| 28. Februar 2018 – 06. März 2018 | Europäisches Verbundsystem (UCTE) | Es kam zu einer über Wochen andauernden, im Mittel minimalen Unterfrequenz, welche durch die Quartärregelung nicht ausgeglichen wurde. Die Abweichung führte bei Synchronuhren (Uhren, die ihre Taktung aus der Netzfrequenz ableiten) dazu, dass sich bei ihnen von Januar bis Anfang März 2018 die Verzögerungen aufsummierten und sie am Ende bis zu sechs Minuten nachgingen. Ursache für die Abweichung der Netzfrequenz war ein Problem in der Regelzone „Serbien, Montenegro und Mazedonien“ (SMM) zwischen Netzbetreibern im Kosovo und Serbien; ein kosovarischer Stromerzeuger produzierte weniger Strom (aufsummiert insgesamt 113 GWh) als er verpflichtet gewesen wäre, was serbische Stromerzeuger nicht ausglichen, obwohl sie dazu verpflichtet gewesen wären. |
| 08. Januar 2021, 14.05–15.30 MEZ | Europäisches Verbundsystem (UCTE) | Um 14:05 kam es innerhalb des UCTE-Netzverbundes zu einer plötzlichen und deutlichen Netzfrequenzabweichung und in unmittelbarer Folge zu einer automatischen Auftrennung des Europäischen Verbundsystems in einen südöstlichen Teil (Balkanländer bis Griechenland) mit einer Überfrequenz von rund 50,3 Hz, dies ist Ausdruck von einem Überangebot an elektrischer Momentanleistung, und einen westlichen Teil mit einer Unterfrequenz von rund 49,75 Hz und einem Unterangebot an Erzeugerleistung. In diesem Bereich mit Unterfrequenz befand sich auch D-A-CH. Nach ca. einer Stunde konnten die beiden getrennten europäischen Netzteile, nach Lastabwurf in Italien und Frankreich und einer Reduktion der Kraftwerkseinspeisung in Serbien und Bosnien-Herzegowina, wieder synchronisiert werden. Ursächlich für den Fehler war die Auslösung eines Sammelschienenkupplers in der kroatischen Umspannanlage Ernestinovo. |

## Stromausfälle mit besonderen Ursachen
| Datum              | Region                 | Vorfall |
| ------------------ | ---------------------- | --- |
| 23. Dezember 2015  | Oblast Iwano-Frankiwsk | Etwa 230.000 Kunden in der westukrainischen Region Iwano-Frankiwsk waren von dem Hacker-verursachten Stromausfall betroffen. |
| 12. September 2021 | Dresden                | Vom Stromausfall waren 300.000 Haushalte betroffen. Ein metallisierter Ballon hatte sich im Umspannwerk Dresden-Süd verfangen und löste die Störung aus. |
| 02. September 2022 | Provinz Flevoland      | Im noch nicht fertig gestellten Umspannwerk Olsterpad kam es zu einem elektrischen Kurzschluss. Nicht funktionierende Schutzeinrichtungen führten im Umspannwerk zu einem Brand und zu thermischer Überlastung einer Freileitung, wodurch Leiterseile zu rauchen begannen und es durch die thermische Ausdehnung stellenweise zu Bodenberührungen kam. Folgeschäden beeinträchtigten den Bahnverkehr auf der Bahnstrecke zwischen Dronten und Lelystad noch bis Dezember 2022. |